# 港北町 (名古屋市)
港北町（こうほくちょう）は、愛知県名古屋市港区の町名。現行行政地名は港北町1丁目から港北町4丁目。住居表示未実施。

## 地理
名古屋市港区の中央部に位置し、北に土古町、東に泰明町、南に寛政町と接する。西は荒子川を挟んで入場と対する。

## 歴史
江戸時代、元文5年（1740年）に干拓された土古山新田の一部で、昭和初期までは水田地帯であった。
土古山新田は合併により、町村制が施行された1889年に明徳村、1906年に小碓村の一部となった。1921年に名古屋市に編入されて南区土古町となり、1937年の増区により港区に属した。
太平洋戦争後、住宅不足解消のため進められた市営住宅の建設により、現在の町域内の宅地化が進んだ。
1952年12月に現在の町域内に名古屋市立港北中学校が移転した。港北中学校は西港中学校の広大な学区を南北に分割して1951年4月に設けられた中学校で、移転までは西港中学校から引き続いて愛知県立惟信高等学校を間借りしていた。
1961年3月28日、土古町から東土古町、泰明町、土古町、港北町と川西通の一部が設けられた。西名古屋港線（通称、現：あおなみ線）が泰明町と土古町・港北町の境界とされた。
1980年代前後に市営住宅の新築や建て替えが行われ、中高層住宅の港北荘、新港北荘、港北南荘となった。

## 世帯数と人口
2019年（平成31年）3月1日現在の世帯数と人口は以下の通りである。
| 町丁   | 世帯数  | 人口    |
| ------ | ------- | ------- |
| 港北町 | 862世帯 | 1,819人 |

### 人口の変遷
国勢調査による人口の推移
| 1995年（平成7年）  | 2,429人 | [ WEB 8 ]  |  |
| 2000年（平成12年） | 2,253人 | [ WEB 9 ]  |  |
| 2005年（平成17年） | 2,183人 | [ WEB 10 ] |  |
| 2010年（平成22年） | 2,095人 | [ WEB 11 ] |  |
| 2015年（平成27年） | 1,926人 | [ WEB 12 ] |  |

## 学区
市立小・中学校に通う場合、学校等は以下の通りとなる。また、公立高等学校に通う場合の学区は以下の通りとなる。
| 番・番地等 | 小学校               | 中学校               | 高等学校 |
| ---------- | -------------------- | -------------------- | -------- |
| 全域       | 名古屋市立小碓小学校 | 名古屋市立港北中学校 | 尾張学区 |

## 施設
- 名古屋市立港北中学校[10]
- 名古屋港北郵便局[1]
- 土古西公園 - 1967年（昭和42年）4月1日供用開始[WEB 15]。
- 土古南公園 - 1987年（昭和62年）2月1日供用開始[WEB 15]。
- 名古屋市営港北荘[3][WEB 6]
- 名古屋市営新港北荘[3][WEB 6]
- 名古屋市営港北南荘[WEB 7]
- 小碓コミュニティセンター[WEB 16]

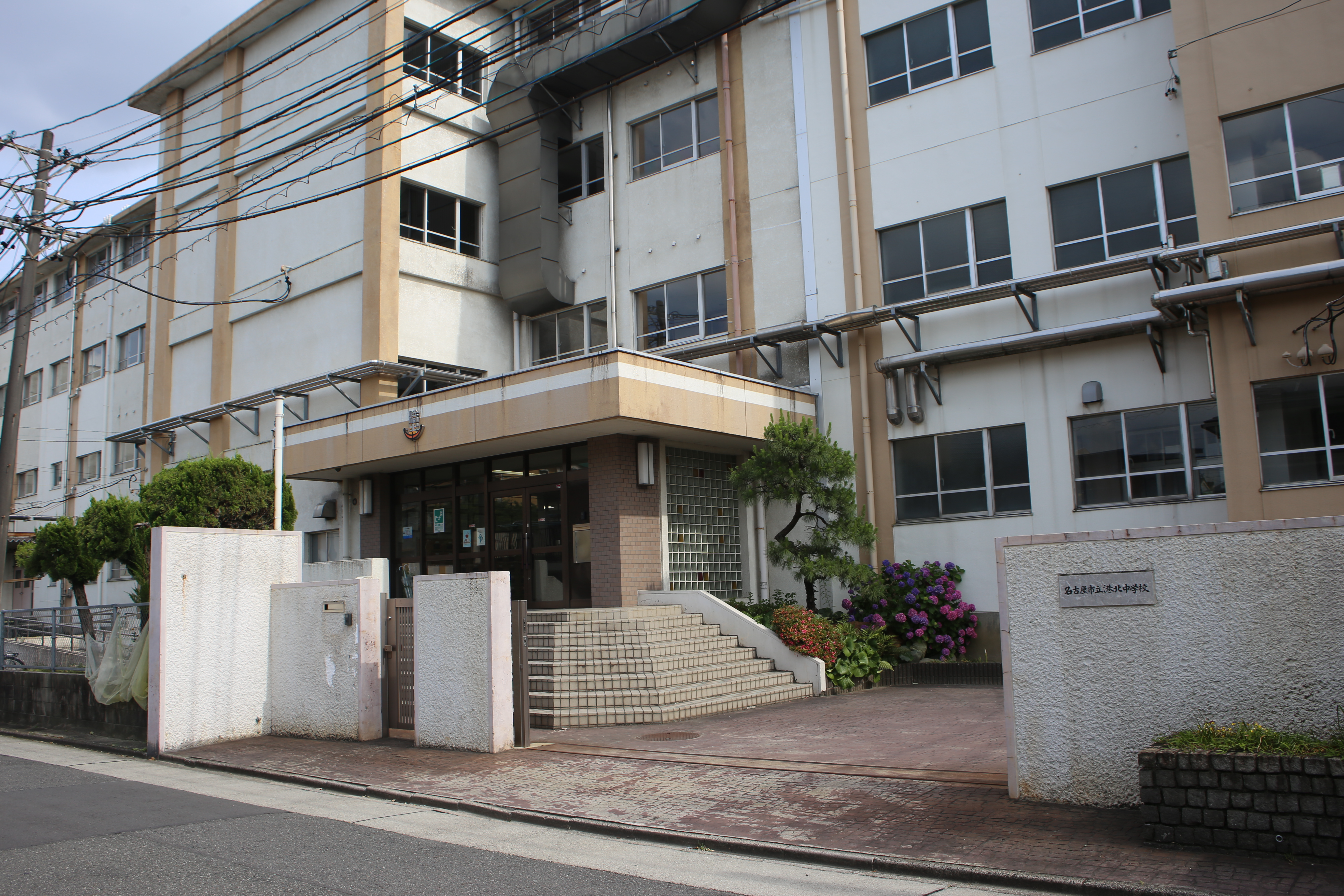
港北中学校

## その他

### 日本郵便
- 郵便番号 : 455-0067[WEB 3]（集配局：名古屋港郵便局[WEB 17]）。

### WEB
1. ↑  “愛知県名古屋市港区の町丁・字一覧”.   人口統計ラボ. 2019年4月14日閲覧。
2. 1 2  “町・丁目(大字)別、年齢(10歳階級)別公簿人口(全市・区別)”.   名古屋市 (2019年3月20日). 2019年3月21日閲覧。
3. 1 2  “郵便番号”.  日本郵便. 2019年3月17日閲覧。
4. ↑  “市外局番の一覧”.   総務省. 2019年1月6日閲覧。
5. ↑  “港区の町名一覧”.   名古屋市 (2015年10月21日). 2020年11月15日閲覧。
6. 1 2 3  “市営住宅一覧（港区）”.   名古屋市住宅都市局. 2022年8月24日閲覧。
7. 1 2  “定住促進住宅”.   名古屋市住宅都市局. 2022年8月24日閲覧。
8. ↑  総務省統計局 (2014年3月28日). “平成7年国勢調査の調査結果(e-Stat) - 男女別人口及び世帯数 －町丁・字等”. 2019年3月23日閲覧。
9. ↑  総務省統計局 (2014年5月30日). “平成12年国勢調査の調査結果(e-Stat) - 男女別人口及び世帯数 －町丁・字等”. 2019年3月23日閲覧。
10. ↑  総務省統計局 (2014年6月27日). “平成17年国勢調査の調査結果(e-Stat) - 男女別人口及び世帯数 －町丁・字等”. 2019年3月23日閲覧。
11. ↑  総務省統計局 (2012年1月20日). “平成22年国勢調査の調査結果(e-Stat) - 男女別人口及び世帯数 －町丁・字等”. 2019年3月23日閲覧。
12. ↑  総務省統計局 (2017年1月27日). “平成27年国勢調査の調査結果(e-Stat) - 男女別人口及び世帯数 －町丁・字等”. 2019年3月23日閲覧。
13. ↑  “市立小・中学校の通学区域一覧”.   名古屋市 (2018年11月10日). 2019年1月14日閲覧。
14. ↑  “平成29年度以降の愛知県公立高等学校（全日制課程）入学者選抜における通学区域並びに群及びグループ分け案について”.   愛知県教育委員会 (2015年2月16日). 2019年1月14日閲覧。
15. 1 2  “都市公園の名称、位置及び区域並びに供用開始の期日” (2019年5月1日). 2019年11月3日閲覧。
16. ↑  “コミュニティセンター”.   名古屋市港区役所. 2022年8月24日閲覧。
17. ↑  “郵便番号簿 2018年度版” (PDF).   日本郵便. 2019年4月14日閲覧。

### 書籍
1. 1 2  「角川日本地名大辞典」編纂委員会 1989, p. 1530.
2. ↑  「角川日本地名大辞典」編纂委員会 1989, p. 1529.
3. 1 2 3 4 5  角川書店 1992, p. 517.
4. ↑  港区制施行五十周年記念事業実行委員会 1987, pp. 6, 17.
5. ↑  港区制施行五十周年記念事業実行委員会 1987, pp. 22–23.
6. ↑  港区制施行五十周年記念事業実行委員会 1987, p. 29.
7. ↑  角川書店 1992, p. 532.
8. ↑  港区制施行五十周年記念事業実行委員会 1987, p. 31.
9. ↑  港区制施行五十周年記念事業実行委員会 1987, pp. 213–215.
10. 1 2  港区制施行五十周年記念事業実行委員会 1987, p. 408.
11. ↑  港区制施行五十周年記念事業実行委員会 1987, pp. 407–408.
12. ↑  港区制施行五十周年記念事業実行委員会 1987, p. 207.
13. ↑  「角川日本地名大辞典」編纂委員会 1989, p. 1532.